# Aubigny-Les Clouzeaux
Aubigny-Les Clouzeaux község Franciaország Loire mente régiójában, Vendée megyében. Új községként 2016. január 1-jén jött létre Aubigny és Les Clouzeaux korábbi község egyesítésével. Az egyesüléskor az új község lélekszáma 6077 fő lett. Lakosainak száma 7129 fő (2022. január 1.).

## Népesség
| Lakosok száma | 6533 | 6571 | 6712 | 6880 | 7040 | 7069 | 7129 |
|               | 2016 | 2017 | 2018 | 2019 | 2020 | 2021 | 2022 |